# Hollogne (Marche-en-Famenne)
Hollogne  is een gehucht in de Belgische provincie Luxemburg. Het ligt in Waha, een deelgemeente van de stad Marche-en-Famenne. Hollogne ligt zo'n kilometer ten oosten van het centrum van Waha, en twee kilometer ten zuiden van het centrum van Marche.

## Geschiedenis
Op het eind van het ancien régime werd Hollogne een gemeente. De gemeente werd in 1823 al opgeheven en net als de opgeheven gemeenten Marloie en Champlon-Famenne bij Waha ondergebracht. In 1977 werd Waha een deelgemeente van Marche-en-Famenne.

## Verkeer en vervoer
Hollogne wordt doorsneden door de expresweg N4/E46.
Deelgemeenten: Aye · Hargimont · Humain · Marche-en-Famenne · On · Roy · Waha

Overige dorpen: Champlon-Famenne · Grimbiémont · Hollogne · Jemeppe · Lignières · Marloie · Verdenne 

Belgische gemeenten · Arrondissement Marche-en-Famenne · Luxemburg · Wallonië